# L'italiana in Algeri (film)
L'italiana in Algeri è un film d'animazione del 1969, diretto da  Giulio Gianini ed Emanuele Luzzati, basato sull'opera lirica omonima del 1813 musicata da Gioachino Rossini, su libretto di Angelo Anelli.

## Trama
I due amanti Isabella e Lindoro, partiti da Venezia su una barchetta, fanno naufragio per una tempesta sulle coste dell'Africa vicino ad Algeri. Qui Isabella è notata da Alì, servitore del sultano Mustafà, che la fa portare nell'harem del suo padrone. Isabella però rifugge le profferte di Mustafà e scappa dal palazzo con Lindoro. Alì e Mustafà si gettano al loro inseguimento, ma invano. A Mustafà non rimane che farsi consolare dalle sue concubine.

## Colonna sonora
Il cortometraggio non ha dialoghi. La colonna sonora è costituita dal motivo del Temporale del Barbiere di Siviglia di Gioachino Rossini e dall'ouverture dell'Italiana in Algeri dello stesso autore.

## Distribuzione

### DVD
Il film è disponibile dal 2009 in un DVD, distribuito dall'Editore Gallucci, intitolato Omaggio a Rossini, assieme agli altri cortometraggi Pulcinella e La gazza ladra.